# Legend of the Dragon
Legend of the Dragon è un videogioco del 2007, ispirato all'omonima serie animata La leggenda del drago.

## Modalità di gioco
Il gameplay si basa sui personaggi a combattimento da profilo. In alcune arene sono previsti dei Ring Out, per cui è necessario fare un colpo o una combo adatta a mettere al tappeto l'avversario. Nelle impostazioni sono presenti 5 livelli di difficoltà, ed è possibile impostare fino a 5 round nell'incontro. Nella selezione personaggi, durante la modalità Versus, il giocatore può scegliere il personaggio normale o personalizzato nella Missione, anche con il suo costume alternativo.
Nella modalità Missione, ci si sceglie tra 3 personaggi, di cui uno è sbloccabile. Successivamente, ci si aggira per l'intero luogo alla ricerca di templi o poteri sbloccabili. Quando il giocatore raggiunge un tempio, è obbligato a combattervi; in caso di vittoria, in vari casi il giocatore impersonerà l'avversario fino alla fine della sfida, e cui caso riesca a completarlo sbloccherà il personaggio o l'arena relativa. Ogni personaggio, compresi quelli normalmente non giocabili nella modalità Missione, il giocatore dovrà anche affrontare 4 soldati, ognuno dei quali, una volta sconfitto, donerà un papiro relativo a 4 poteri, utilizzabili negli scontri (ma solamente quando il personaggio è trasformato).
I poteri negli scontri sono infatti 4, e sono utilizzabili in Modalità Trasformazione. Per utilizzarli, è necessario tenere premuti i tasti R1 e L1 assieme al tasto cerchio, croce, triangolo o quadrato:
- Onda energetica: si attiva premendo R1, L1 e Quadrato. L'attaccante preme ripetutamente il tasto Quadrato per danneggiare l'avversario, mentre il difensore risponde premendo ripetutamente il tasto X.
- Attacco energetico: si attiva premento R1, L1 e Triangolo. L'attaccante deve trovarsi piuttosto distante al momento dell'attacco; successivamente, deve creare una sequenza di 6 tasti premendo i tasti cerchio, X, triangolo o quadrato sequenza che il difensore dovrà memorizzare e ripetere in modo da ridurre i danni.
- Impatto energetico: si attiva premendo R1, L1 e Cerchio. L'attaccante preme dei tasti, e, in una sorta di rhythm game, il difensore deve combaciare i tasti che raggiungono il cerchio alla fine della barra.
- Scudo aura: si attiva premendo R1, L1 e X, ed è assai utile per ridurre i danni.

Nel caso di vittoria in uno scontro normale nella Missione, si otterrà una gemma rossa, utilizzabile per potenziare i 5 attributi del personaggio corrente:
- Attacco pugno: aumenta il danno inferto dal personaggio corrente con i pugni.
- Attacco calcio: aumenta il danno inferto dal personaggio corrente con i calci.
- Resistenza: riduce il danno inferto al tuo personaggio dall'avversario.
- Punti Vita: aumenta la salute del personaggio.
- Punti Magia: riduce l'Aura necessaria per eseguire gli attacchi speciali.

Ogni missione completata comporta lo sbloccamento della propria animazione "Kata" relativa, visibile tra i bonus.

## Personaggi
Qui ci sono 18 personaggi giocabili, di cui 6 sbloccabili nella Missione.
- Ang Jouyan
- Ling Jouyan
- Woo Yin (sbloccabile)
- Lo Wang (sbloccabile)
- Ming
- Shoong
- Chow (sbloccabile)
- Cobra (sbloccabile)
- Xuan Chi (sbloccabile)
- Beingal
- Robbie (sbloccabile)
- Billy
- K-Ho
- Victor
- Yin Wi
- Chang Wo
- Bastet
- Dio Giaguaro

## Ambienti
Delle 18 arene disponibili, 5 sono sbloccabili, ed alcuni del totale hanno 2 diverse condizioni meteorologiche,
- Tempio Drago (sbloccabile)
- Tempio Lepre
- Tempio Gallo
- Tempio Topo (sbloccabile)
- Tempio Cinghiale (sbloccabile; giorno, pomeriggio)
- Tempio Capra (sbloccabile)
- Tempio Tigre (sbloccabile; notte, pioggia)
- Tempio Cavallo
- Tempio Cane (giorno, neve)
- Tempio Bufalo (giorno, pomeriggio)
- Tempio Serpente
- Tempio Scimmia
- Esterno Dojo (giorno, sera)
- Interno Dojo
- Arena pianura (giorno, pomeriggio)
- Arena foresta (giorno, pioggia)
- Arena collina (giorno, pomeriggio)
- Rifugio Maestro dello Zodiaco (sbloccabile)

## Modalità disponibili
- Missione
- Battaglia
- Sfida
- Tag
- Squadra
- Sopravvivenza
- Attacco a tempo
- Allenamento

## Critica, successo e vendite
| Testata                            | Versione | Giudizio |
| ---------------------------------- | -------- | -------- |
| GameRankings (media al 30-01-2020) | PS2      | 28.50%   |
| GameRankings (media al 30-01-2020) | PSP      | 42.07%   |
| GameRankings (media al 30-01-2020) | Wii      | 39.50%   |
| Metacritic (media al 30-01-2020)   | PS2      | 29/100   |
| Metacritic (media al 30-01-2020)   | PSP      | 8/100    |
| Metacritic (media al 30-01-2020)   | Wii      | 37/100   |
| G4                                 | Wii      | [ 7 ]    |
| GameSpot                           | PS2      | 3.0/10   |
| GameSpot                           | PSP      | 3.2/10   |
| GameSpot                           | Wii      | 3.0/10   |
| GamesRadar+                        | PSP      | [ 11 ]   |
| GameZone                           | PSP      | 3.7/10   |
| GameZone                           | Wii      | 3.2/10   |
| IGN                                | 3.0/10   | PS2      |
| IGN                                | PSP      | 2.5/10   |
| IGN                                | Wii      | 3.8/10   |

Il gioco ha ricevuto critiche generalmente negative. Nella classifica di GamePro dei 10 peggiori videogiochi del 2007, Legend of the Dragon si è classificato al 10º posto.